# Slaná louka u Újezdce
Slaná louka u Újezdce este o arie protejată (arie specială de conservare — SAC, sit de importanță comunitară — SCI) din Republica Cehă întinsă pe o suprafață de 1,34 ha, integral pe uscat.

## Localizare
Centrul sitului Slaná louka u Újezdce este situat la coordonatele 50°16′56″N 14°25′23″E / 50.282222°N 14.423056°E.

## Înființare
Situl Slaná louka u Újezdce a fost declarat sit de importanță comunitară în aprilie 2005 pentru a proteja un număr necunoscut de specii din flora spontană și fauna sălbatică aflate în arealul zonei. Situl a fost protejat și ca arie specială de conservare în aprilie 2013.

## Biodiversitate
Situată în ecoregiunea continentală, aria protejată conține 1 habitat natural: Pășuni continentale udate de apa mării.
La baza desemnării sitului se află un număr nedeclarat de specii protejate.